# Klippfisch

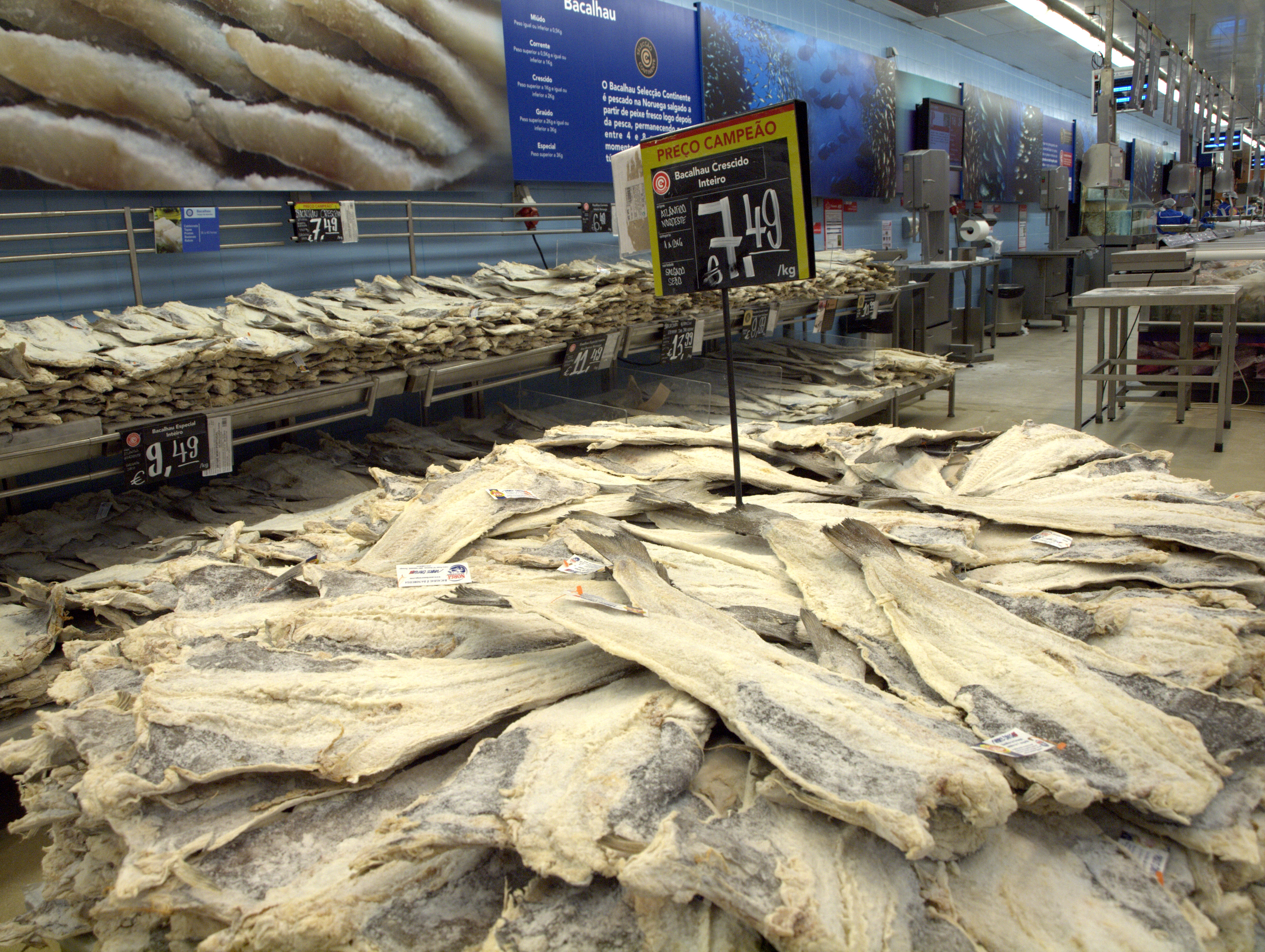
Bacalhau auf einem Markt in Lissabon

Klippfisch (Norwegisch klippfisk, wörtlich „geschnittener Fisch“) ist ein gesalzener und anschließend luftgetrockneter Seefisch.  Dabei wird hauptsächlich Kabeljau, aber auch Schellfisch, Seelachs, Lengfisch oder Lumb verwendet.
Der Stockfisch, der aus denselben Fischarten hergestellt wird, wird ausschließlich luftgetrocknet. Bei Klippfisch hingegen wird der Fisch vor der Lufttrocknung stark gesalzen.
Salzen und Trocknen gehört dabei zu den ältesten Konservierungsmethoden für Fisch. Dadurch gehörte der Klippfisch für Jahrhunderte zu den Nahrungsmitteln, ohne die lange Seereisen unmöglich gewesen wären. Mit den Seefahrern verbreitete sich der Klippfisch (und der nicht gesalzene Stockfisch) auf der ganzen Welt und wurde zum festen Bestandteil der Nationalküchen vieler Länder.
Der Fisch wird nass oder trocken gesalzen und nach Erlangen der Salzgare durch Trocknen haltbar gemacht. Der Salzgehalt beträgt 18 bis 20 Prozent. Bei der küchenmäßigen Zubereitung muss der Fisch gewässert werden, wodurch er aufquillt.

## Regional
Die in Portugal und Brasilien verbreitete Variante des Klippfisch ist als Bacalhau bekannt. In Italien wird der Klippfisch Baccalà genannt.
In Norwegen gibt es neben dem gesalzenen klippfisk die Varianten tørrfisk (ungesalzener Stockfisch) und Lutefisk (in Lauge rehydrierter Stockfisch).